# Фабрициус, Отто
О́тто Фабри́циус (дат. Otto Fabricius, 6 марта 1744, Рудкёбинг — 20 мая 1822, Копенгаген) — датский зоолог и лингвист; был миссионером в Гренландии и изучил язык и нравы эскимосов; позже был епископом.

## Труды
- «Fauna Groenlandica» (Копенгаген, 1780), гренландская грамматика (1791, 2-е изд., 1801);
- гренл. словарь (1801).

### Переводы нагренландский язык
- «Псалтыри» (1788,2 изд., 1801),
- «Катехизиса» 1790);
- Нового Завета (1794, 2-е изд. 1799) и книги «Бытия» (1822);
- «Библейские рассказы» (1820, 2-е изд. 1849).

## Семья
- Сын — Фредерик Фабрициус (1789—1873) — драматург и библиограф: издал «Almindelight dansk-norsk Forlagskatalog» (1814—40, с 4 продолжениями до 1849 г.) и «Dansk Bogfortegnelse» (1841—1858).